# Dschaba Kankawa
Dschaba Kankawa (georgisch ჯაბა კანკავა; * 18. März 1986 in Tiflis; FIFA-Schreibweise laut englischer Transkription Jaba Kankava) ist ein georgischer Fußballspieler, der meist im defensiven Mittelfeld agiert. Zurzeit ist er bei ŠK Slovan Bratislava aktiv, zuvor stand Kankawa acht Jahre beim ukrainischen Klub Dnipro Dnipropetrowsk unter Vertrag und ist seit 2004 für die georgische Fußballnationalmannschaft aktiv; seit September 2012 ist er deren Mannschaftskapitän.

## Karriere

### Verein
Kankawa, der meist im defensiven Mittelfeld eingesetzt wird, stammt aus der Fußballschule von Dinamo Tiflis. Im Alter von 18 Jahren debütierte er in der ersten Mannschaft und war Mitglied des erfolgreichen Teams, das in der Saison 2004/05 die georgische Meisterschaft gewann und im UEFA-Pokal-Wettbewerb überraschend die Gruppenphase erreichte. Somit wurden Vereine aus dem Ausland auf das Talent aufmerksam.
Im Sommer 2005 verpflichtete der russische Erstligist Alanija Wladikawkas den Teenager. Da der Verein aber zum Saisonende abstieg, verließ Kankawa, der bereits als Stammspieler agierte, Russland im Winter wieder und wechselte in die ukrainische Hauptstadt zu Arsenal Kiew. Beim 0:0 gegen den FK Charkiw im März 2006 kam der Mittelfeldakteur erstmals für seinen neuen Klub zum Einsatz. In der folgenden Saison etablierte sich Kankawa in der Stammformation und bot ansehnliche Leistungen. Deshalb waren mehrere Vereine aus der oberen Tabellenhälfte an den Diensten des Georgiers interessiert.
Am Ende setzte sich Dnipro Dnipropetrowsk gegen die Konkurrenten durch und verpflichteten ihn bereits in der Winterpause. Er unterschrieb einen Dreijahresvertrag. In den folgenden Jahren stand der Mittelfeldspieler meistens in der Anfangsformation, bis er 2008 verletzungsbedingt fast zwei Jahre pausieren musste. Um Spielpraxis zu sammeln, wurde Kankawa eineinhalb Jahre an den Ligakonkurrenten Krywbas Krywyj Rih verliehen. Dort fand er wieder zu alter Stärke zurück. Seit seiner Rückkehr zu Dnipro Dnipropetrowsk war er fester Bestandteil des Teams, bei dem der Georgier mit dem Einzug in das Finale der UEFA Europa League 2014/15 seinen bisherigen Karrierehöhepunkt erreichte.
Nachdem der Mittelfeldakteur zu Saisonbeginn noch einige Partien für die Ukrainer bestritten hatte, gab der französische Erstligist Stade Reims Mitte August die Verpflichtung Kankawas bekannt. Er unterschrieb einen Dreijahreskontrakt mit der Option auf eine weitere Saison.

### Nationalmannschaft
Kankawa feierte im September 2004 beim Qualifikationsspiel zur Fußball-Weltmeisterschaft 2006 gegen Albanien sein Länderspieldebüt. Beim 2:0-Sieg im Micheil-Meschi-Stadion wurde er von Alain Giresse in der 58. Minute für Malchas Assatiani eingewechselt. Seit dem Rücktritt von Kacha Kaladse im September 2012 ist der Mittelfeldspieler Kapitän der Fußballnationalmannschaft seines Heimatlandes.

### Persönliche Auszeichnungen
- Georgischer Fußballer des Jahres: 2015

## Lebensretter
Am 30. März 2014 stieß Oleh Hussjew von Dynamo Kiew im Spiel gegen Dnipro Dnipropetrowsk nach einem Freistoß mit dem Torwart der gegnerischen Mannschaft, Denys Bojko, zusammen. Dabei verschluckte Hussjew seine Zunge, wodurch dieser zu ersticken drohte. Dschaba Kankawa reagierte sofort, zog Hussjews Zunge aus seinem Rachen und rettete ihm damit wahrscheinlich das Leben. Daraufhin wurde der Georgier mit dem ukrainischen Verdienstorden ausgezeichnet.